# Льодові явища
Льодові явища — в потамології складові льодового режиму річки. До них належать: шуга, донний лід, поверхневий лід, забереги, затори, зажори.
Льодові явища та утворення розділяють на 3 групи:
- осінні,
- льодоставні (зимові),
- весняні.